# Jörn
För andra betydelser, se Jörn (olika betydelser).

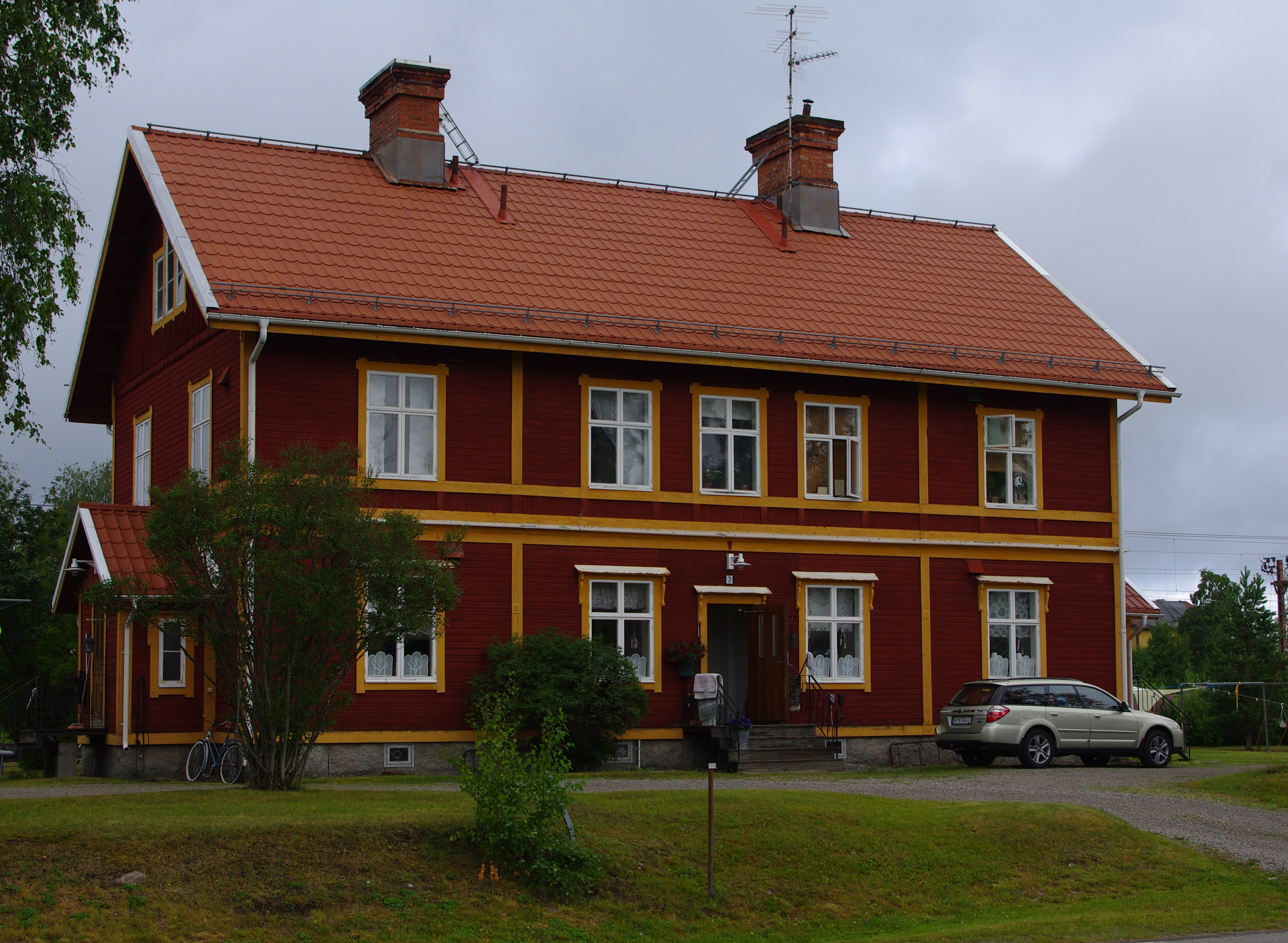
Järnvägsgatan

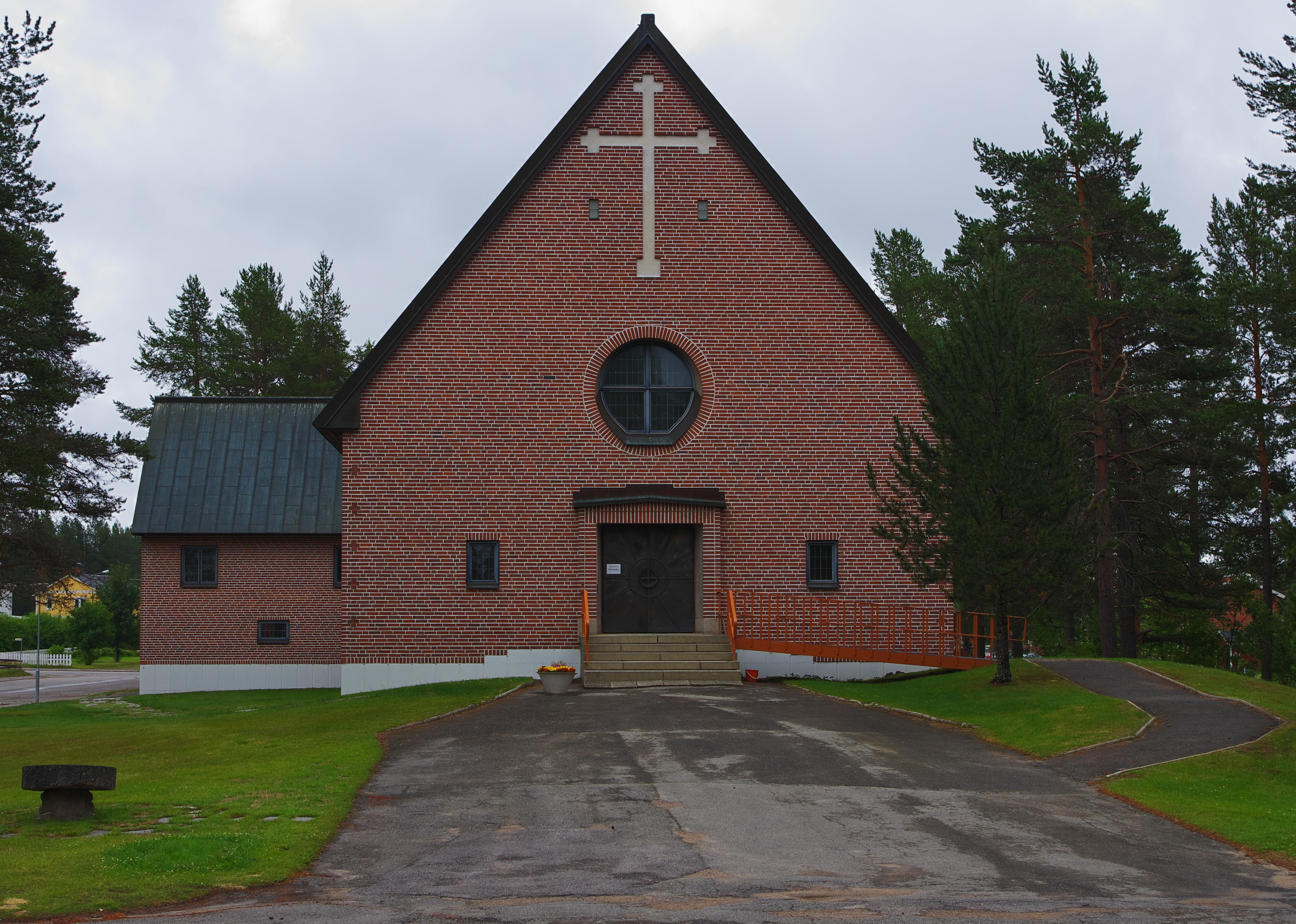
Sankt Mikaels kyrka

Jörn (umesamiska Jyörra, sydsamiska Jyörra, finska Jyrän) är en tätort i Skellefteå kommun, belägen 54 km nordväst om Skellefteå. Orten ligger i Jörns distrikt (Jörns socken).

## Historia
En av de äldsta boplatserna i Norrland är Garaselet (cirka 8 000 år gammal), som ligger vid Byskeälven 30 km norr om Jörn.
Sedan 1778 var Jörn en by (nuvarande Österjörn) vid Jörnsträsket, sex kilometer öster om dagens Jörn. Nuvarande Jörn är ett stationssamhälle som började byggas upp 1893, nära byn Mossarotträsk (fastigheterna heter fortfarande så). När man 1888 stakade ut järnvägens sträckning genom Jörns socken växte ett nytt samhälle upp runt den nya stationsbyggnaden. De första nya innevånarna folkbokfördes i Jörn 1893. Eftersom tågen endast gick dagtid blev Jörn övernattningsstation vid stambanan. På den tiden hade Jörn inte mindre än sex hotell. Det sägs att såväl Lenin (1917) som Rabindranath Tagore (1913) övernattat på järnvägshotellet i Jörn på väg genom Sverige. Gamla Jörn blev Österjörn.

### Administrativa tillhörigheter
Jörn ingick efter kommunreformen 1862 i Jörns landskommun. Landskommunen och orten uppgick 1967 i Skellefteå stad som 1971 ombildades till Skellefteå kommun.

#### Municipalsamhälle
I Jörns landskommun inrättades för orten 24 november 1923 Jörns municipalsamhälle, för vilket samtliga stadsstadgor gällde. Municipalsamhället upplöstes den 1 januari 1959. Jörns municipalsamhälle hade under hela dess existens en areal av 2,54 kvadratkilometer, varav allt var land.

### Befolkningsutveckling
| Befolkningsutvecklingen i Jörn 1960–2020 | Befolkningsutvecklingen i Jörn 1960–2020 | Befolkningsutvecklingen i Jörn 1960–2020 | Befolkningsutvecklingen i Jörn 1960–2020 | Befolkningsutvecklingen i Jörn 1960–2020 |
| ---------------------------------------- | ---------------------------------------- | ---------------------------------------- | ---------------------------------------- | ---------------------------------------- |
|                                          |                                          |                                          |                                          |                                          |
| År                                       |                                          |                                          | Folkmängd                                | Areal (ha)                               |
| 1960                                     | 1960                                     |                                          | 1 429                                    |                                          |
| 1965                                     | 1965                                     |                                          | 1 477                                    |                                          |
| 1970                                     | 1970                                     |                                          | 1 471                                    |                                          |
| 1975                                     | 1975                                     |                                          | 1 457                                    |                                          |
| 1980                                     | 1980                                     |                                          | 1 355                                    |                                          |
| 1990                                     | 1990                                     |                                          | 1 278                                    | 201                                      |
| 1995                                     | 1995                                     |                                          | 1 188                                    | 201                                      |
| 2000                                     | 2000                                     |                                          | 1 011                                    | 204                                      |
| 2005                                     | 2005                                     |                                          | 877                                      | 204                                      |
| 2010                                     | 2010                                     |                                          | 797                                      | 203                                      |
| 2015                                     | 2015                                     |                                          | 777                                      | 176                                      |
| 2018                                     | 2018                                     |                                          | 702                                      | 177                                      |
| 2020                                     | 2020                                     |                                          | 636                                      | 175                                      |
|                                          |                                          |                                          |                                          |                                          |

## Samhället
I Jörn finns Sankt Mikaels kyrka, Jörns stationshus– som numera finns som frimärke – järnvägshotell, sporthall, Jörns badhus och busstation.

## Kommunikationer
Genom orten passerar Stambanan genom övre Norrland och riksväg 95. I Jörn finns också en järnvägsstation där resandeutbyte sker. Jörn är den enda stationen i Skellefteå kommun med persontrafik.
Härifrån går dagligen tåg både norrut till bland annat Luleå och Narvik och söderut till bland annat Umeå och Stockholm.
Tidigare anslöt här tvärbanan mot Arvidsjaur som i dag står oanvänd. Skanska planerar att bygga om tvärbanan för tågtester och tester av järnvägskomponenter.
Jörn har dagliga bussturer mot Skellefteå, Kåge och Boliden i ena riktningen, och mot Arvidsjaur, Arjeplog i den andra riktningen.

## Näringsliv
Ortens näringsliv domineras av gruv och skogsnäringar. Största arbetsplatsen är Renströmsgruvan 17 km söder om Jörn med ca 130 anställda. 
Mest känt är Jörnträhus som förädlar trä och tillverkar stugor och fritidshus. 
Latitude 65 har sitt huvudkontor och distributionslager i Jörn och ett av Sveriges största bärhandelsföretag, Norrskensbär AB har också sitt huvudkontor och verkstad här. 
Skellefteå kommuns produktionskök för färdigmat låg tidigare i Jörn, Jörnköket som tillverkade cirka 11 000 portioner per dag. 
Skofabriken Jörnkängan tillverkar kvalitetskängor  åt bland andra Försvarsmakten.
Demografiska databasen en forsknings- och registreringsavdelning under Umeå universitet, som bland annat kartlägger släkter och ärftliga sjukdomar, har en filial i Jörn.
Struten som fanns på äldre tiders MC-hjälmar för att undvika vinddrag i ögonen är en uppfinning med rötter i Jörnstrakten.

## Kultur
Under en treårsperiod (2017-2019) pågick projektet ”Lyssna på oss” i Jörn. Det var är ett miljonprojekt via kulturrådets kreativa platser.
Jörn är förebild för stationssamhället Vattnet, som skildras i Sara Lidmans jernbanesvit. Sara var från Missenträsk, två mil nordväst om Jörn.
En annan författare från Jörns kommun var Birger Vikström från Granbergsträsk.
På den musikaliska scenen har Jörn bidragit med bland annat att två av medlemmarna i Skellefteågruppen the Wannadies härstammar från Jörn, trummisen Gunnar Karlsson och sångaren och låtskrivaren Pär Wiksten. Gruppen har nått stora framgångar med låtar som "My Hometown". Även organisten och kompositören Hilding Carlsson och körledaren Leif Åkesson är från Jörn.

## Idrott
13 km nordost om Jörn ligger skidanläggningen Storklinta.
Jörn har också en framgångsrik skidklubb, SK Järven, som fostrade flera åkare i landslaget. Lennart Larsson (skidåkare), ("Lilljärven") är den mest framgångsrike med OS-brons i stafett 1956 och VM-guld i stafett 1958. Andra SK Järven-åkare som tävlade internationellt på den tiden var Tore "Storjärven" Karlsson och Ingemar Karlsson.
Jörn IF är en aktiv förening främst för fotboll.

## Galleri

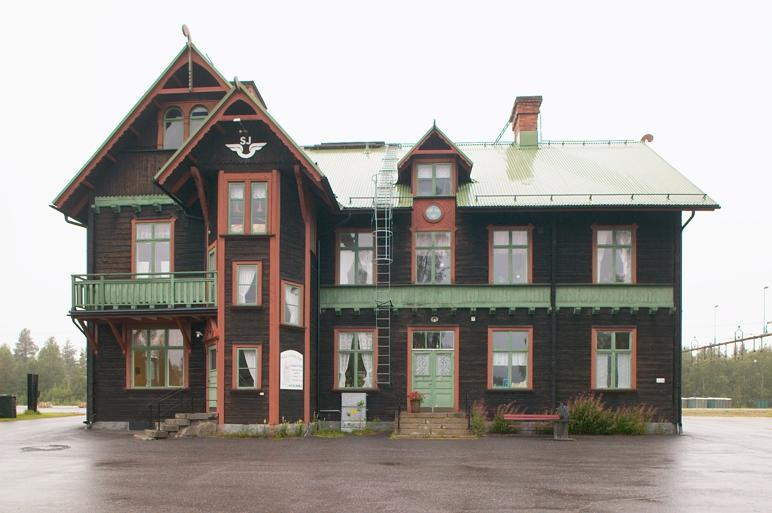
Stationshuset
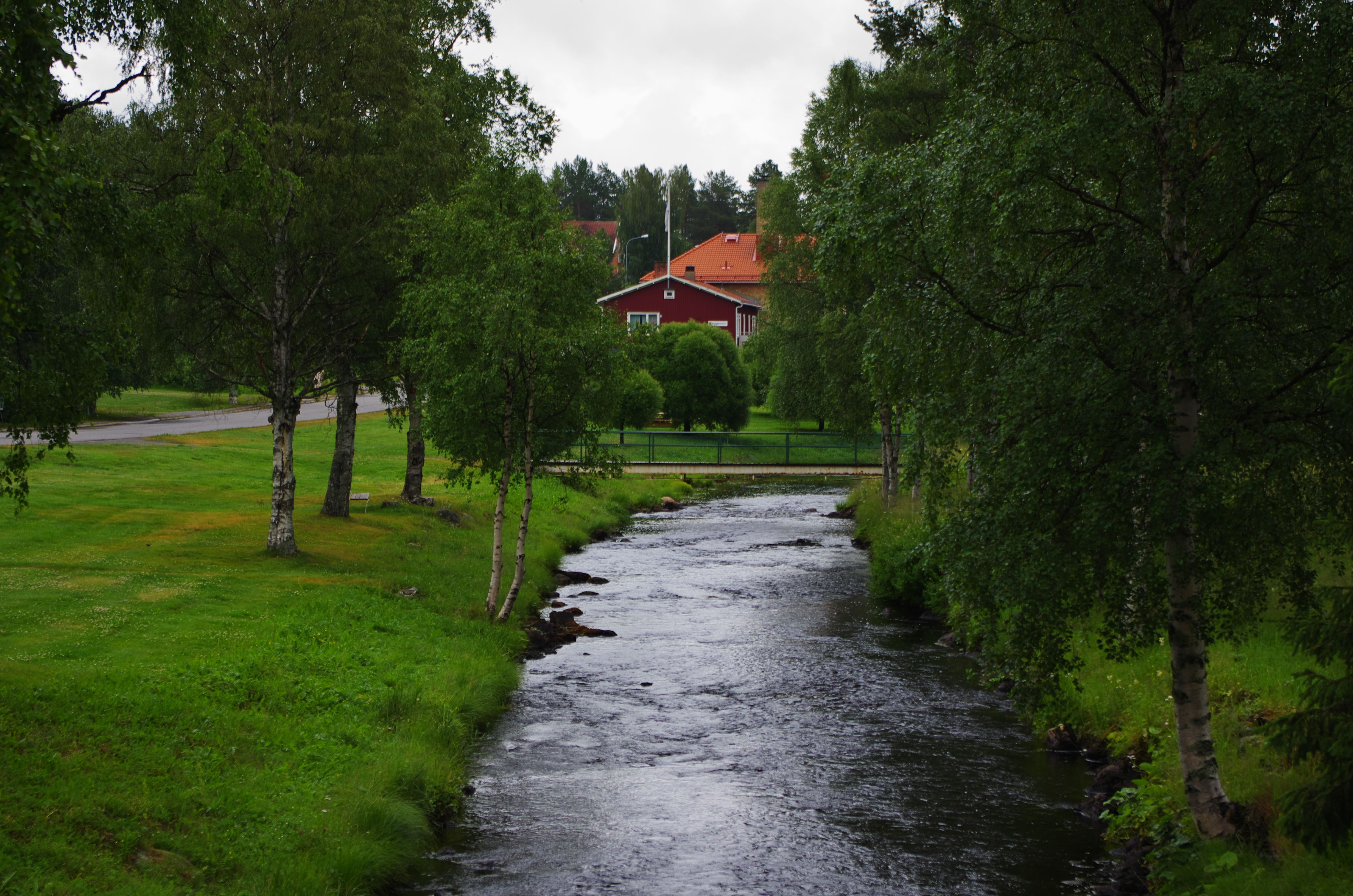
Genom Jörn rinner Grundträskån.
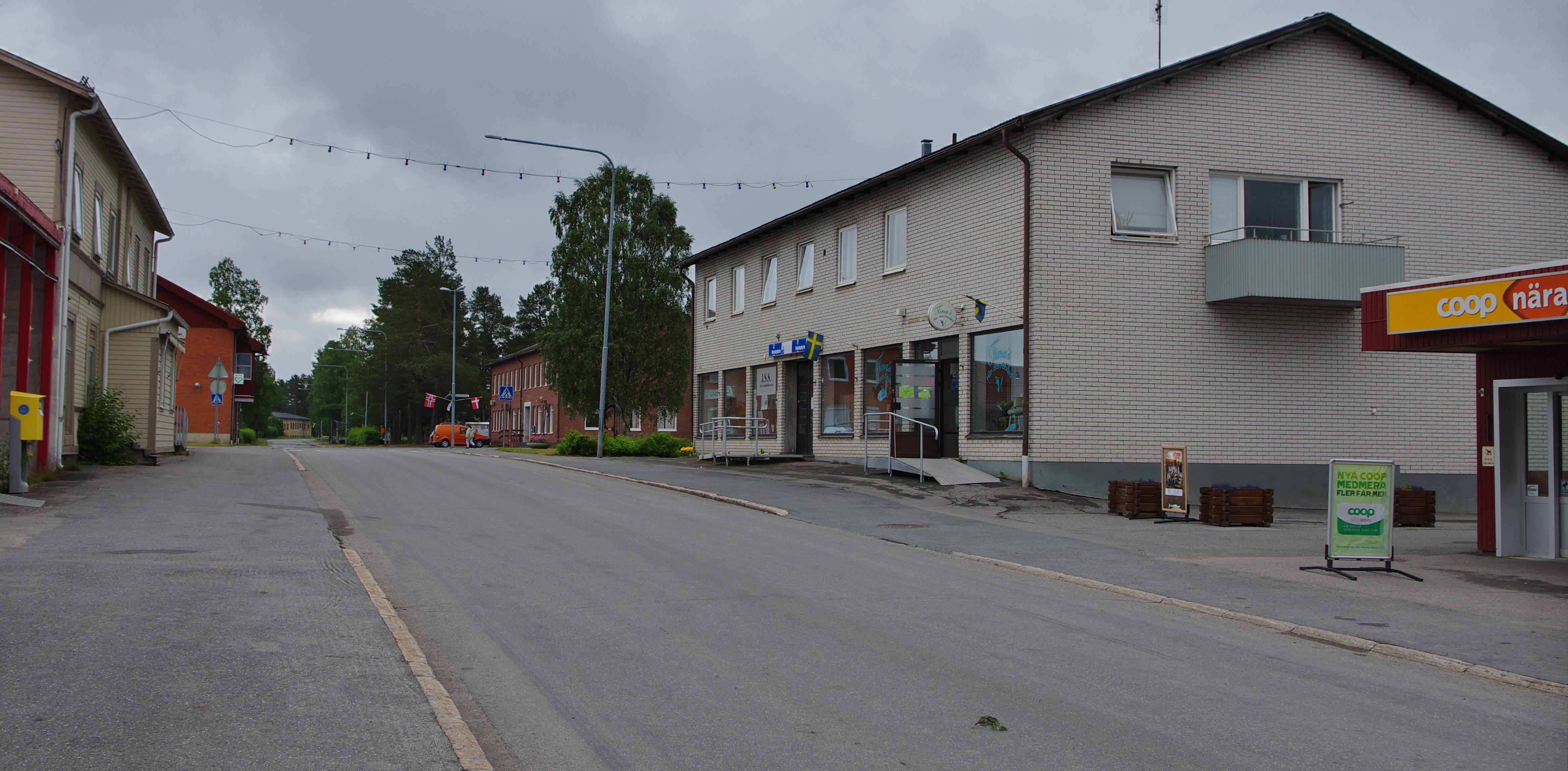
Storgatan
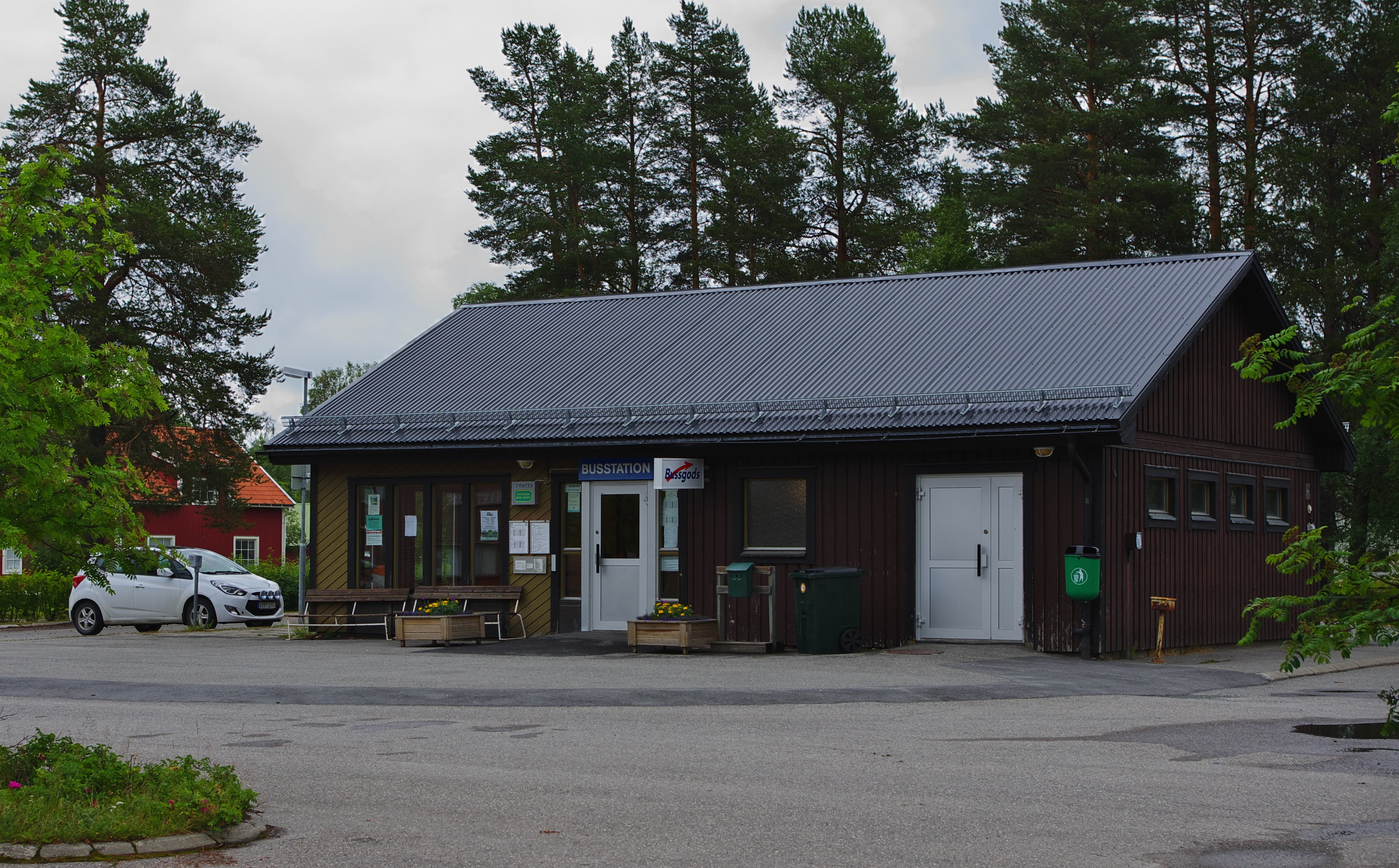
Busstationen i centrum.
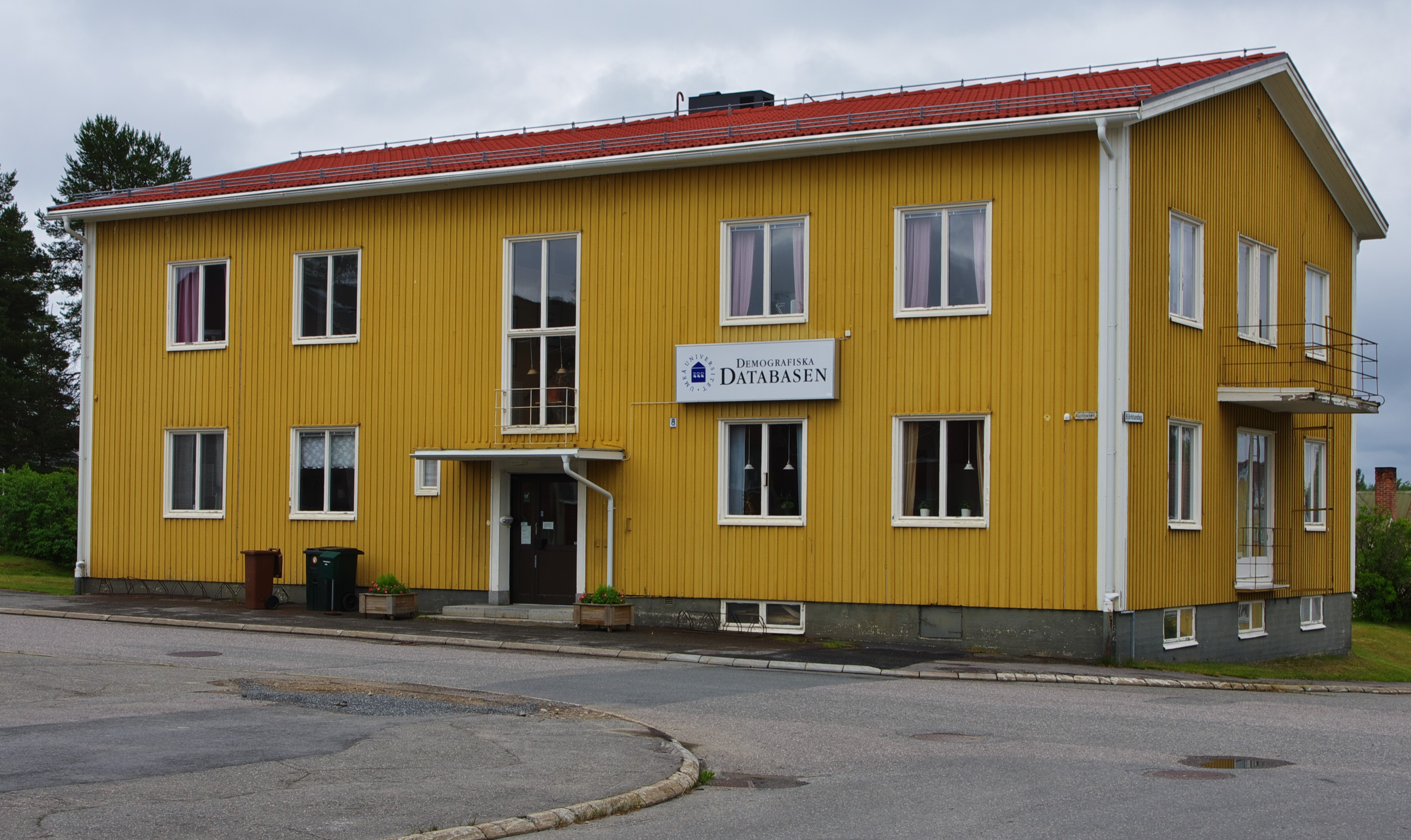
Demografiska databasen som drivs av Umeå universitet.